# يراسك (أرارات)

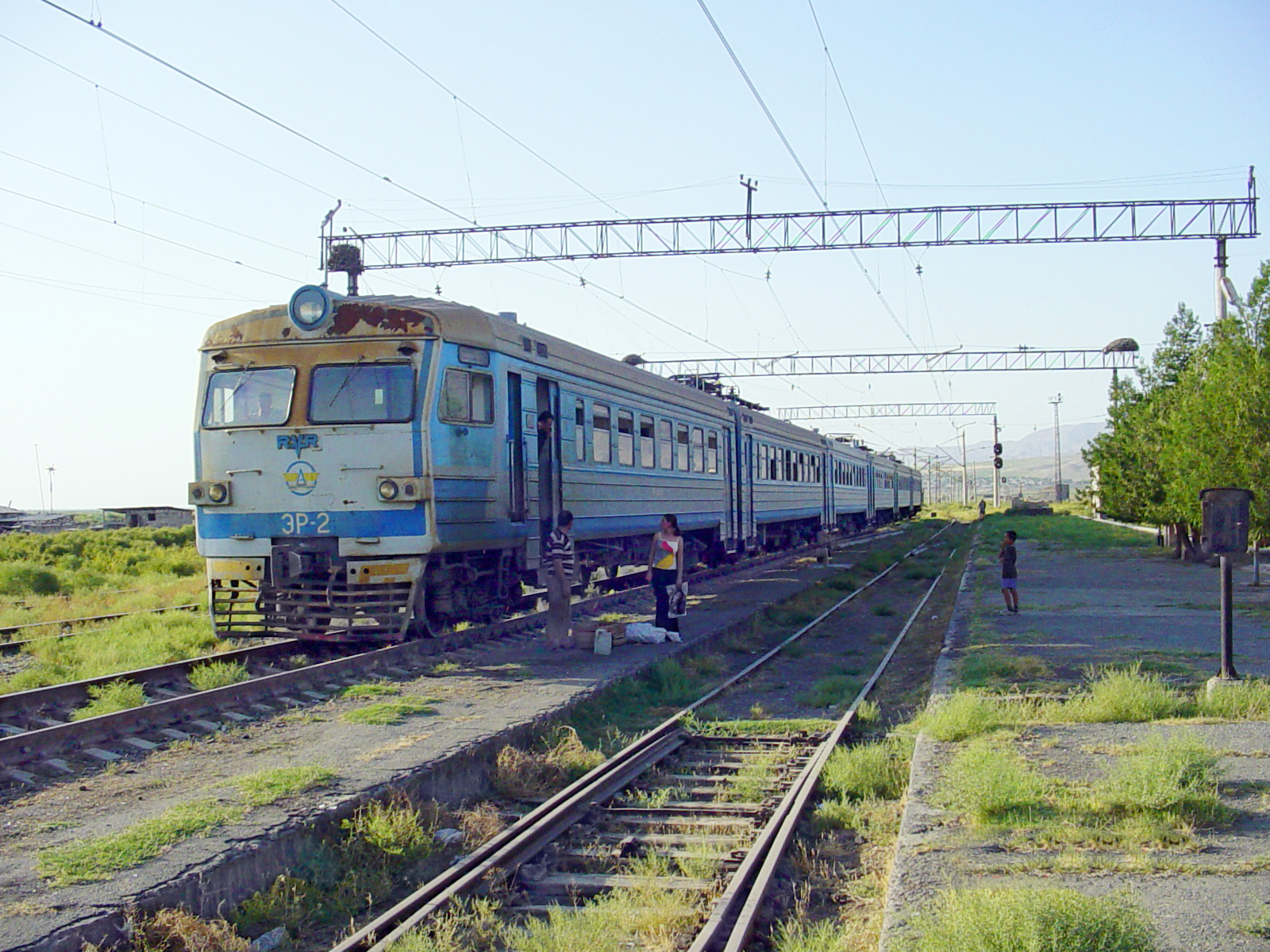
قطار ركاب في يراسك بعد وصوله من يريفان. بسبب الأعمال العدائية بين أرمينيا وأذربيجان حول ناغورنو كاراباخ لا يُسمح بمرور الحدود في ظل هذه الخطورة الشديدة ولا يسمح بمرور أي قطارات، هذا الخط -الذي يُعد الرابط الوحيد المباشر بين الاتحاد السوفيتي السابق وإيران- أصبح الآن خارج الاستخدام تقريبًا.

مدينة يراسك (بالأرمينية:Երասխ) (بالإنجليزية: Yeraskh)‏ هي إحدى المدن التابعة لمقاطعة أرارات في أرمينيا. يقدر عدد سكانها بـ 904 نسمة حسب الإحصاء الذي جرى عام 2011.